# Amphicallia solai
Amphicallia solai là một loài bướm đêm thuộc phân họ Arctiinae, họ Erebidae.